# Santiago Echeverría
Santiago Echeverria (Buenos Aires, 15 de setembro de 1989) é um futebolista argentino que joga como zagueiro no Boca Juniors.

## Carreira
Começou sua carreira no Talleres de Escalada da Primera C da Argentina em 2008, onde ficou até 2009, quando deu um grande salto na carreira e após meses negociando com o Independiente, acabou acertando com o Boca Juniors para jogar na equipe reserva do clube. Em 2010, participou com o elenco profissional da pré-temporada do clube em Tandil. Ainda em 2011, fez parte do elenco que viajou para o Brasil e participou do amistoso do Boca Juniors contra o ABC de Natal. Santiago Echeverria tem como referência Rolando Schiavi, pelos títulos conquistados e por sua maneira de jogar.

## Estatísticas
Até 17 de abril de 2012.

### Clubes
| Clube             | Temporada         | Campeonato nacional | Campeonato nacional | Copa nacional[a] | Copa nacional[a] | Competições continentais[b] | Competições continentais[b] | Outros torneios[c] | Outros torneios[c] | Total | Total |
| Clube             | Temporada         | Jogos               | Gols                | Jogos            | Gols             | Jogos                       | Gols                        | Jogos              | Gols               | Jogos | Gols  |
| ----------------- | ----------------- | ------------------- | ------------------- | ---------------- | ---------------- | --------------------------- | --------------------------- | ------------------ | ------------------ | ----- | ----- |
| Boca Juniors      | 2009-10           | 0                   | 0                   | 0                | 0                | 0                           | 0                           | 1                  | 0                  | 1     | 0     |
| Boca Juniors      | 2010-11           | 0                   | 0                   | 0                | 0                | 0                           | 0                           | 0                  | 0                  | 0     | 0     |
| Boca Juniors      | 2011-12           | 0                   | 0                   | 0                | 0                | 0                           | 0                           | 0                  | 0                  | 0     | 0     |
| Boca Juniors      | Total             | 0                   | 0                   | 0                | 0                | 0                           | 0                           | 0                  | 0                  | 0     | 0     |
| Total na carreira | Total na carreira | 0                   | 0                   | 0                | 0                | 0                           | 0                           | 1                  | 0                  | 1     | 0     |

- a. ^ Jogos da Copa Argentina
- b. ^ Jogos da Copa Libertadores
- c. ^ Jogos do Jogo amistoso